# Torris

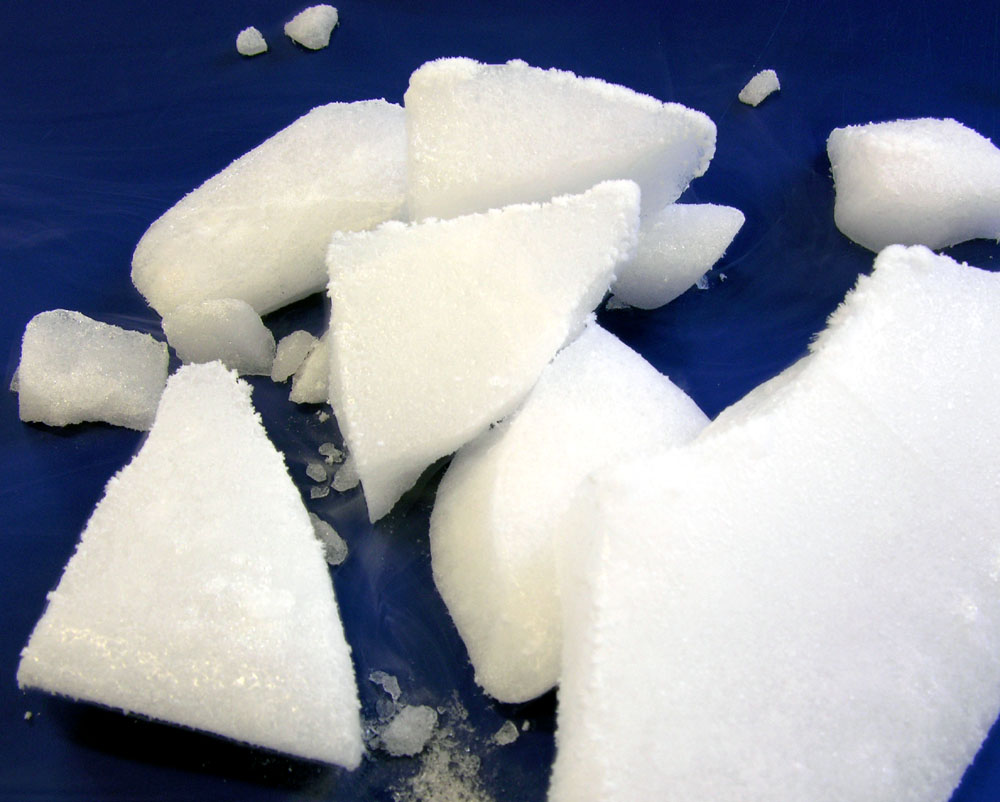
Torris

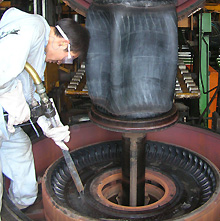
Rengöring av gummivulkamiseringsform med torrisblästring

Torris och kolsyresnö är olika former av koldioxid i fast form. Kolsyresnö är snöliknande flingor, medan torris är kolsyresnö som har pressats ihop till block eller pellets.
Torris smälter inte vid atmosfärstryck, det vill säga flytande koldioxid bildas inte. Istället sker sublimering till gasform vid en temperatur på  −78,5 °C. Namnet torris syftar därmed på att isen inte blir våt såsom fruset vatten.
Tillverkning av torris sker genom att pressa samman koldioxidgas till flytande form, avlägsna den därigenom producerade värmen, och sedan låta den flytande koldioxiden snabbt utvidgas. Detta orsakar en temperaturminskning så att en viss del av koldioxiden fryser till snö, som därefter kan tryckas ihop till pellets.

## Användningsområden
- Kylning av livsmedel, biologiska prover och andra lättförgängliga varor, också budbärar-RNA-baserade vacciner samt vissa läkemedel.
- Framställning av rök för specialeffekter.
- Torrisblästring. Metoden har den fördelen att den inte lämnar något sekundäravfall som exempelvis sand eller glas. Dessutom sliter inte torrisen på det underliggande materialet, vilket gör att metoden är mycket fördelaktig att använda på ställen där väta och sand är otänkbart – till exempel för elektronikskåp, gjutformar och tillverkande maskiner.
- Kylning av datorkomponenter (ADO), ofta för att nå höga överklockningsresultat.
- Brandsläckning med så kallade kolsyresläckare där såväl nedkylningseffekten som koldioxidens kvävande egenskaper utnyttjas.
- Drivning av PCP-vapen (pre charged pneumatics), till exempel luftgevär, airsoft eller paintballmarkörer

## Farligt gods
Hudkontakt med torris leder snabbt till köldskador. Den frigjorda koldioxiden av en större mängd torris tränger undan luft och kan leda till kvävning i ett slutet rum. Torris måste transporteras som farligt gods i enlighet med regelverken ICAO-TI och ADR. Paket med torris måste bland annat bära farligt gods klass 9-etikett. Torris UN-nummer är UN1845.